# David Albritton
Pour les articles homonymes, voir Albritton.
David Albritton, né le 13 avril 1913 et mort le 14 mai 1994, est un athlète américain.

## Biographie
Cet athlète américain possède quelques points communs avec son compatriote Jesse Owens: tous deux sont issus de la ville de Danville en Alabama; ils ont également fait leurs études dans la même université à Cleveland. Leur dernier point commun est leur participation pour les Jeux olympiques de 1936 de Berlin, où tous deux termineront médaillés.
Cette participation pour les jeux de Berlin, il l'obtient en établissant un record du monde du saut en hauteur lors des sélections américaines. Ce record est partagé avec son compatriote  Cornelius Johnson qui réalise cette même performance lors de la même épreuve.
Lors des jeux, Johnson remporte la médaille d'or. Albritton obtient sa médaille d'argent face à deux autres concurrents qui avaient atteint la même hauteur.

## Palmarès

### Jeux olympiques
- Jeux olympiques de 1936 à Berlin,  Allemagne
  -  Médaille d'argent

### Records du monde
- Record du monde en 1936 avec 6 s 9 3/4